# Björbo
Björbo est une localité de Suède dans la commune de Gagnef située dans le comté de Dalécarlie.
Sa population était de 672 habitants en 2019.